# پیروگوو (استان بلگورود)
پیروگوو (انگلیسی: Pirogovo, Belgorod Oblast) یک شهرک در بخش آلکسیفسکی استان بلگورود کشور روسیه است.